# Gideon Levy
Gideon Levy, född 1953 i Tel Aviv, är en israelisk journalist och författare. Han är kolumnist och ledarskribent för tidningen Haaretz för vilken han skrivit sedan 1982, ofta med fokus på Israels ockupation av de palestinska områdena.
Levy har vunnit priser för sina artiklar om mänskliga rättigheter i de ockuperade områdena. 2021 vann han Israels högsta pris för journalistik, Sokolovpriset. Han mottog, tillsammans med den palestinske kyrkoherden Mitri Raheb, 2015 års Olof Palmepris, för deras "modiga och oförtröttliga kamp mot våld och ockupation".